# Бурим Андрій Григорович
Андрій Григорійович Бурим (також відомий як Андрій Бурим-Бурим) — український актор та шоумен, резидент Камеді Клаб, учасник команди КВК «Ва-Банк».

## Життєпис
Андрій Бурим народився 16 листопада 1973 року в місті Перевальськ (Луганська область України) — український шоумен, резидент «Comedy Club», учасник дуету «Добрий Вечір».

Закінчив Лисичанське педагогічне училище (1992). Працював вчителем фізкультури в сільській школі. З 1995 року грає в Луганській команді КВК «Ва-банк». У 2005 році переїхав до Києва, працював автором жартів в українському гумористичному телешоу «95 квартал».
З 2006 року є резидентом шоу «Камеді Клаб» разом з Сергієм Стаховим (Лось) у складі дуету «Добрий Вечір» (екс-учасник команди «Три товстуни»).
У 2008 році разом з Сергієм Стаховим знявся у кліпі Потапа та Насті Каменських «У нас на районе».

### Творча діяльність
- Команда КВН «Ва-банкЪ», Луганськ (1995—2005)
- Резидент «Камеді-клаб», учасник дуету «Добрий Вечір» (2006—2007)
- Участь у відео «У нас на районе» (2008)
- Автор і актор у скетчкомі «Понаехало», канал К1 (2011)
- Автор і актор у скетчкомі «Две полоски», канал К1 (2013)
- Головна роль у телесеріалі «Уже который день» (2013)
- Продюсер скетчкому «Висотка» (2013)
- Продюсер та виконавец ролі «Дрона» у скетчкомі «СышышьШоу» (2014—2016)
- Виконавець ролі начальника відділення поліції у телесеріалі «СуперКопи» (2015—2020)
- Роль головного лікаря у телесеріалі «Швидка» (2019—2020).

### Родина
Дочка, Аліка Андріївна Бурим (нар. 18 серпня 1999, м. Луганськ, Україна) — українська акторка. Закінчила Київський національний університет театру, кіно і телебачення імені Івана Карпенка-Карого (2019, акторський курс Народного артиста України Миколи Рушковського). Окремі ролі в театрі: Елліс Уілкс «Інцидент». Фільмографія: 2019 — Папік — Маша; 2016—2020 — СуперКопи; 2016 — Майор і магія.